# Pygoscelis calderensis
Pygoscelis calderensis es una especie de pingüino extinta del Mioceno Medio-Plioceno de Chile, que se caracteriza por su morfología craneal y su rango de tamaño.
Fue hallado en Chile y descrito por los investigadores Carolina Acosta-Hospitaleche, Martín Chávez (quien recolectó el fósil que se seleccionó como holotipo) y Omar Fritis (quien realizó la primera identificación de los especímenes) en 2006.
El nombre específico alude a la ciudad de Caldera en la Región de Atacama, Chile, próxima a la localidad de recolección del espécimen. El holotipo y paratipos se encuentra actualmente depositados en la colección de Paleontología de Vertebrados del Museo Nacional de Historia Natural de Chile.
El material descrito a la fecha consiste en tres cráneos parciales proceden del miembro Bonebed de la Formación Bahía Inglesa, con una antigüedad superior a los 7 millones de años (Mioceno superior).
La diagnosis de la especie es la siguiente: fossa glandulae nasalis profunda y limitada por un reborde supraorbitario más delgado que en las especies actuales del género. Los frontales forman una varilla de alrededor de 1 mm en la región interorbitaria, más delgada que en Pygoscelis antarctica y Pygoscelis papua. Fossa temporalis superficial y angosta, en relación con las demás especies del género. Processus postorbitalis más angostos que en P. papua y P. antarctica (en los cuales son más triangulares), dirigidos ventralmente y divergentes en su región distal respecto al plano sagital, como en P. papua, mientras que en Pygoscelis adeliae y P. antarctica son paralelos al plano sagital. Processus paroccipitalis proyectados ventralmente y prominentia cerebelaris redondeada, a diferencia de las demás especies del género, en las que es aguzada.
A diferencia de P. grandis de tamaño equivalente al género Aptenodytes y también descrito para la formación Bahía Inglesa, P. calderensis se encuentra en el rango de tamaño de las especies actuales del género Pygoscelis. 